# 比利时—马来西亚关系
比利时－马来西亚关系，是指比利时与马来西亚之间的外交关系。比利时在吉隆坡设有大使馆，马来西亚在布鲁塞尔设有大使馆。

## 建交历史
马来西亚与比利时之间的历史渊源可以追溯到15世纪，当时葡萄牙人，荷兰人和英国人来到马来半岛寻找新的殖民地和贸易。外交关系则始于1957年，即马来西亚独立之年。比利时于1957年在吉隆坡建立大使馆。1975年，马来西亚在布鲁塞尔建立大使馆，比利时和马来西亚就一直保持着传统的友好合作关系。
2014年11月，以阿斯特里德公主为首的比利时经济代表团对马来西亚进行国事访问。马来西亚政府密切关注八月份在乌克兰对马来西亚航空公司MH17号班机空难进行的国际调查。比利时对此支持马来西亚参与这项调查。

## 贸易
马来西亚和比利时是自由贸易协定伙伴，但两国存有贸易顺差的情况，对于比利时来说，他们从马来西亚进口的产品要比出口到马来西亚的产品还要多。从2014年的经济上讲，比利时是马来西亚在欧洲的第四大投资国，马来西亚则是比利时在亚洲的第六大全球出口商。比利时因此透过欧盟贸易协议和鼓励更多企业到马来西亚经商，希望扩大出口到马来西亚的商品。马来西亚对比利时的主要出口产品包括光学和科学设备，电气和电子产品，纺织品，橡胶，矿物燃料，油，蒸馏产品，服装和鞋类。比利时对马来西亚出口产品包括加工食品和推动马来西亚对奢侈品和钻石珠宝的需求。马来西亚也是比利时马铃薯第二大进口国。
2019冠状病毒病疫情大流行中，马来西亚获得比利时在普尔生产的辉瑞疫苗供应保证。
2021年4月，欧盟为执行在全球范围内减少森林砍伐的努力，呼吁其成员国停止进口砍伐森林的产品，比利时是欧盟八个涉及的主要国家之一。比利时因此配合欧洲议会在2020年通过的一项决议，宣时其市场以及运输部门从2022年起不再允许进口大马棕榈油和大豆制成的生物燃料产品。